# Ланау
Ланау (нем. Lahnau) — община в Германии, в земле Гессен. Подчиняется административному округу Гиссен. Входит в состав района Лан-Дилль.  Население составляет 8178 человек (на 31 декабря 2010 года). Занимает площадь 23,93 км².
Община подразделяется на 3 сельских округа.